# 久嶋志帆
久嶋 志帆（ひさじま しほ、1982年5月31日 - ）は、日本の女性声優。和歌山県出身。81プロデュース所属。NPO法人「絵本で子育て」センター絵本講師。　

## 略歴
81演技研究所・東京校卒業。
2018年よりNPO法人『絵本で子育て』センター所属の絵本講師として活動を始める。

## 人物
声種はメゾソプラノ。方言は関西弁。
声優としては、外画吹き替え、アニメを中心に活躍している。
趣味・特技はジャズダンス、歌うこと。既婚者で2児の母。

## 出演

### テレビアニメ
2005年
- かりん（OL）
- ケロロ軍曹（第3走者）
- MÄR-メルヘヴン-（女子生徒）
- 地獄少女（真由美の母、井崎文）
- とっとこハム太郎 はむはむぱらだいちゅ!（少女A、サッカー少年A）
- BLOOD+
- ぺとぺとさん（小田嶋美由紀）
- MAJOR（選手、伊達、大村、由美 他）
- わがまま☆フェアリー ミルモでポン! ちゃあみんぐ（住田ちか、結木〈子供時代〉）

2006年
- ああっ女神さまっ それぞれの翼（忍）
- ARIA The NATURAL（店員）
- いぬかみっ!（老婆B）
- Gift 〜eternal rainbow〜（女子生徒）
- 銀魂（蚊みたいな天人、レジのおばちゃん、ゴリラ 他）
- スパイダーライダーズ 〜オラクルの勇者たち〜（村人）
- すもももももも 地上最強のヨメ（子供）
- TOKYO TRIBE2（女子高生、女子、ギャルA、カップル）
- NARUTO -ナルト-（ゲンノウの家主、鞍馬ウロコ、婦人）
- 爆球Hit! クラッシュビーダマン（子供D）
- ふたりはプリキュア Splash Star（玲子）
- 錬金3級 まじかる?ぽか〜ん（女性）

2007年
- Over Drive（倉田真紀、メルの母）
- ご愁傷さま二ノ宮くん（女子生徒）
- スカルマン（OL）
- School Days（桂真奈美〈言葉の母〉）
- デュエル・マスターズ ゼロ（選手C）
- ヒロイック・エイジ（イオーダ、大使秘書）

2008年
- ウエルベールの物語 〜Sisters of Wellber〜 第二幕（バルモア・シオール）
- ゴルゴ13（ジェフ）
- 絶対可憐チルドレン（ロボット先生）

2009年
- 極上!!めちゃモテ委員長（友人）

2010年
- NARUTO -ナルト- 疾風伝（シホ、ペイン〈畜生道〉 / アジサイ）
- ハートキャッチプリキュア!（小笠原まお、明堂院さつき〈7歳時〉）

2017年
- 笑ゥせぇるすまんNEW（カズコ）

2023年
- 【推しの子】

2024年
- 甘神さんちの縁結び（組合員）

### 劇場アニメ
- 嘉兵衛の海（2005年、菊弥）

### OVA
- パパとKISS IN THE DARK（2005年、ファンA）
- 星の海のアムリ（2008年、オペレーター[9]）

### Webアニメ
- Candy☆Boy（2008年、女生徒B）

### ゲーム
- イリスのアトリエ エターナルマナ2（2005年、ミーツェ、ユーヴェリア）
- コロッケ!DS 天空の勇者たち（2005年、スズキ）
- VALHALLA KNIGHTS -ヴァルハラ ナイツ-（2006年、ドワーフ女）
- 地球防衛軍3（2006年、オペレーター）
- FRAGMENTS BLUE（2006年、有田玲子の母）
- .hack//G.U.（2006年 - 2007年） - 3作品[一覧 1]
- スターオーシャン1 First Departure（2007年）
- NARUTO -ナルト- 疾風伝 ナルティメットアクセル（2007年、村人女、砂の中忍）
- チョコボの不思議なダンジョン 時忘れの迷宮（2007年）
- ヴァルキリープロファイル 咎を背負う者（2008年、マルゴット、リーゼロッテ）
- School Days L×H（2008年、桂真奈美）
- スターオーシャン4 -THE LAST HOPE-（2009年、ミラ・バークタイン、黒き民の少女 / アミナ）
- デビルサマナー ソウルハッカーズ（2012年、オートマータ店主）
- スターオーシャン:アナムネシス（2016年、ミラ・バークタイン、アミナ）
- クイズRPG 魔法使いと黒猫のウィズ（2023年、ミドリ・フリーデ）

### 吹き替え

#### 担当女優
ブリー・ラーソン
- ガラスの城の約束（ジャネット・ウォールズ）
- フリー・ファイヤー（ジャスティン）
- ルーム（ママ / ジョイ・ニューサム）

#### 映画
- アート・オブ・ウォー（アンナ）※テレビ東京版
- エヴァンジェリスタ（サマンサの娘）
- 怨霊の森（ジェン）
- ガーディアンズ・オブ・ギャラクシー:リミックス（ソヴリン通信係[10]）
- 記憶の棘（ドラモンド夫人）
- キューティ・バニー
- 幸せになる彼氏の選び方 〜負け犬な私の恋愛日記〜（ジョー）
- スーパークロス（ゾーイ〈ソフィア・ブッシュ〉）
- スペース・ウォーズ（ダリア）
- セックス・アンド・ザ・シティ
- 戦場にかける橋 ※ソフト版
- ソーシャル・ネットワーク（エリカ・オルブライト〈ルーニー・マーラ〉）
- ゾディアック
- ディパーテッド（クイーナン秘書、ダーリーン）
- デビル・ハザード（ドク〈タリン・マニング〉[11]）
- トゥーピッグス（ジェニー）
- 逃走車（アンジェリカ・ムーア）
- トゥモローランド（女性の声[12]）
- ファイヤーウォール（シンディ）※テレビ朝日版
- メリッサ・P 青い蕾（カテリーナ）
- リターン・オブ・ヴァン・ヘルシング（イヴォンヌ）
- 霊幻道士キョンシーマスター（シャーリン）

#### ドラマ
- iCarly
- 印象派 若きモネと巨匠たち（ヴィクトリーヌ・ムーラン）
- 奥さまは首相 〜ミセス・プリチャードの挑戦〜（エミリー・プリチャード〈キャリー・マリガン〉）
- 救命医ハンク セレブ診療ファイル（リビー〈メレディス・ハーグナー〉）
- グレイズ・アナトミー 恋の解剖学（デビー）
- SUITS/スーツ（アリソン・ホルト〈ダイアン・ニール〉）
- TOUCH/タッチ
- 朱蒙〔チュモン〕（ヤン・ソルラン〈パク・タミ〉）
- 4400 未知からの生還者 シーズン2（カレン）
- プライベート・プラクティス5（エリカ・ワーナー〈A・J・ランガー〉）
- ブラザーズ&シスターズ（ジュリア・ウォーカー〈サラ・ジェーン・モリス〉）
- ボディ・オブ・プルーフ2 死体の証言
- リベンジ（マルゴー・ルマルシャル〈カリーヌ・ヴァナッス〉）
- レイブン 見えちゃってチョー大変!（シャンテル）

#### アニメ
- 怪奇ゾーン グラビティフォールズ（ウェンディ）
- シュレック3
- トロールズ ミュージック★パワー（サファイア）
- ボー・ピープはどこに?（ママ）
- ポペッツタウン（パティ）
- 魔法が解けて（ティアビーニー）
- ミュータント タートルズ（タイラー）
- ムーミン谷のなかまたち（フィリフョンカ）

### ラジオドラマ
- VOMIC ロッキン★ヘブン（小西紗映）
- オーディオドラマ 海賊とよばれた男〈2014年配信〉（日田八重）[13]

### テレビ番組
- 学校デジタル羅針盤
- 高校講座 数学I（ナレーション）
- 高校講座 物理（ナレーション）
- 高校講座 英語I（ナレーション）
- 天才てれびくんMAX（2006年 - 2008年、おんつ8世、もんじ）
  - 天才てれびくんMAX ビットワールド（ラボの声）
- ダイアモンド博士の"ヒトの秘密"（語り）
- ニュース早わかり!（道明寺桃子）
- 爆笑問題のニッポンの教養（ナレーション）
- 復活した“脳の力”〜テイラー博士からのメッセージ〜（ナレーション）
- 日立 世界・ふしぎ発見!（声の出演）

### シリーズ一覧
1. ↑  『Vol.1 再誕』『Vol.2 君想フ声』（2006年）、『Vol.3 歩くような速さで』（2007年）